# Света Троица (Никодин)
Вижте пояснителната страница за други значения на Света Троица.
„Света Троица“ (на македонска литературна норма: „Света Троица“) е православна възрожденска църква край прилепското село Никодин, Република Македония. Църквата е под управлението на Преспанско-Пелагонийската епархия на Македонската православна църква.
Църквата е разположена в двора на Никодинския манастир и е старият му католикон. Представлява трикорабен храм с дървен иконостас с възрожденски икони. Частично е изписана. Централният престол на църквата е посветен на Светата Троица, а другите два на Рождество Богородично и Свети Теодор Тирон.